# Gwanghaegun av Joseon
Gwanghaegun av Korea, född 1575, död 1641, var en koreansk monark. Han var kung av Korea mellan 1608 och 1623.
Han var son till Seonjo och Gong.

## Familj
Gwanghaegun var gift med drottning Yu.